# Cladonia brasiliensis
Cladonia brasiliensis är en lavart som först beskrevs av William Nylander och som fick sitt nu gällande namn av Edvard Vainio. 
Cladonia brasiliensis ingår i släktet Cladonia och familjen Cladoniaceae. Inga underarter finns listade i Catalogue of Life.